# بمس خسوس را دو ایتاباپوآنا
بمس خسوس را دو ایتاباپوآنا (به پرتغالی: Bom Jesus do Itabapoana) یک منطقهٔ مسکونی در برزیل است که در ریو دو ژانیرو واقع شده‌است. بمس خسوس را دو ایتاباپوآنا ۵۹۸٫۴۰۱ کیلومتر مربع مساحت و ۳۷٬۲۰۳ نفر جمعیت دارد و ۸۸ متر بالاتر از سطح دریا واقع شده‌است.